# Вільдесгаузен
Вільдесгаузен (нім. Wildeshausen) — місто в Німеччині, розташоване в землі Нижня Саксонія. Входить до складу району Ольденбург.
Площа — 89,47 км2. Населення становить 20 667 ос. (станом на 31 грудня 2021).